# Operazione Anello (1991)
L'operazione Anello (in russo Операция Кoльцo?, Operacija Kol'co; in armeno «Օղակ» գործողություն?, Oghak cortsoghut'yun; in azero Çaykənd əməliyyatı) fu il nome in codice dato ad un'operazione militare condotta dalle Forze interne di sicurezza sovietica (gli OMON russe e azere) nel maggio 1991 nel distretto di Shahumian nel nord dell'oblast del Nagorno Karabakh allora ancora facente amministrativamente parte dell'Azerbaigian.
È internazionalmente conosciuta con l'espressione inglese Operation Ring ed anche chiamata "operazione controllo passaporti" (“Passport checking operation”).
Obiettivo ufficiale dell'operazione era quello di disarmare le milizie armene che operavano in quel territorio. Comunque, contrariamente allo scopo iniziale, l'intervento delle truppe sovietiche determinò uno spopolamento della componente etnica armena, largamente maggioritaria nella regione. Sicché alla sua conclusione ebbe i connotati più un'operazione di pulizia etnica che un intervento militare per assicurare sicurezza.

## Antefatto
Il processo di progressivo sfaldamento dell'Unione Sovietica aveva subito a cavallo tra il 1990 ed il 1991 un'improvvisa accelerazione. Alcune repubbliche, in particolare quelle baltiche, si trovavano sul punto delle secessione: la Lituania aveva indetto per i primi di febbraio un referendum sull'indipendenza, regolarmente tenutosi nonostante un decreto del Cremlino lo avesse invalidato.
L'esempio lituano venne seguito da altre repubbliche dell'Unione: Estonia, Lettonia, Georgia ed Armenia programmarono analoghe consultazioni e boicottarono il referendum ufficiale sullo stato dell'Unione voluto da Gorbaciov e fissato per il 17 marzo.
Alla firma del nuovo Trattato dell'Unione (5 marzo) mancarono all'appello proprio le cinque repubbliche alle quali si aggiunse la Moldavia. L'Azerbaigian, in dubbio fino all'ultimo se seguire le repubbliche “ribelli”, decise di astenersi.
A sorpresa, però, anche Baku partecipò al referendum del 17 ed il risultato schiacciante a favore del nuovo trattato (93%) lasciò ipotizzare che il voto fosse stato pilotato da Heydər Əliyev che cercava così di riguadagnare i consensi di Mosca. E nella antagonista Armenia prevalse la convinzione che Gorbaciov si stesse schierando di nuovo ed apertamente con gli azeri.
Il 14 maggio il Soviet azero decise di unire due distretti: quello di Shahumian (facente parte dell'oblast), prevalentemente popolato da armeni, e quello più settentrionale di Goranboy di etnia azera.

## Prima fase
La prima fase dell'operazione ha inizio il 30 aprile. Intorno alle cittadine di Getashen (oggi ribattezzata Chaykend da cui il nome dell'operazione in azero) e Martunashen (che si trovano a circa venticinque chilometri a nord del Nagorno Karabakh nel distretto di Goygol) si schierano le forze speciali sovietiche della 4ª armata, in particolare la 23ª divisione motorizzata (che è a larga componente azera) e i “berretti neri” (OMON), senza incontrare particolare resistenza. I militari approssimandosi ai villaggi invitano la popolazione a dar prova della propria cittadinanza (di qui verrà coniato il termine “operazione controllo passaporti”) nel tentativo di combattere i gruppi di fedayyin armeni guidati dall'insegnante Tatul Krpeyan. Nel contempo viene lanciato un ultimatum alla popolazione.
Molti cittadini, soprattutto maschi, vengono trascinati fuori dalle proprie case e picchiati.
La quasi totalità della popolazione di origine armena (circa cinquemila persone) viene elitrasportata prima a Stepanakert, capoluogo del Nagorno Karabakh, poi in Armenia. Al suo posto si insediano profughi azeri che avevano lasciato l'Armenia. Negli scontri con le milizie armene vengono uccisi tra i venti ed i trenta uomini e fra questi anche Krpeyan.

## Seconda fase
Il 7 maggio una seconda operazione viene condotta dalle stesse unità nel villaggio di Voskepar che si trova nel nord dell'Armenia (provincia di Tavush), prossimo al confine azero. Qui si segnalano attacchi con elicotteri e artiglieria pesante, estese distruzioni di edifici e numerose violenze. Il bilancio finale conterà undici morti non solo tra la popolazione civile ma anche tra le forze armene di difesa che erano intervenute a difenderla. Così che questa seconda parte dell'operazione Anello risulta caratterizzata da un primo scontro aperto di carattere militare tra unità facenti parte dell'Unione ma di diversa provenienza etnica.

## Conseguenze
Il 4 giugno Gorbaciov dichiara che la situazione nella regione di Shahumian è stabilizzata ponendo fine all'operazione i cui obiettivi, sia da un punto di vista militare che strategico, vengono però mancati.
Il disarmo dei gruppi armeni non avviene: si tratta di piccole unità, non coordinate tra loro (fin tanto che non verrà creato l'esercito di difesa del Nagorno Karabakh), che si muovono rapidamente fra le montagne della regione, all'interno di un territorio che conoscono benissimo. La maggior parte dei miliziani elude la cattura e continuerà a combattere.
La deportazione dei diciassettemila armeni che vivevano nei ventitré villaggi della regione, rende vana ogni ipotesi di pacifica convivenza fra le etnie, allontana inesorabilmente le posizioni politiche ed apre la strada al successivo conflitto.